# Osservatorio nazionale thailandese
L’Osservatorio nazionale thailandese è un osservatorio astronomico situato sul monte Doi Inthanon, nel nord della Thailandia. È gestito dal National Astronomical Research Institute of Thailand (NARIT), un istituto di ricerca pubblico thailandese.

## Strumentazione scientifica
L'osservatorio dispone di:
- un telescopio riflettore di tipo Ritchey-Chrétien da 2,4 metri dotato di montatura altazimutale denominato telescopio nazionale thailandese;
- un telescopio robotico di tipo Schmidt-Cassegrain da 0,5 metri;
- due fotometri CCD, uno 2k×2k e l'altro 4k×4k.